# Bazylika Wniebowzięcia Najświętszej Maryi Panny w Starej Wsi

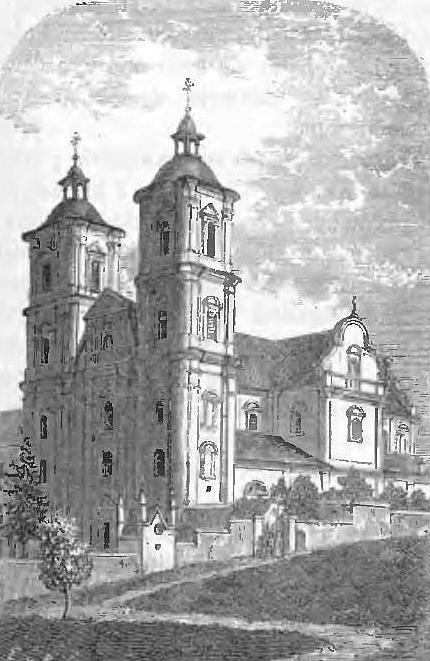
Bazylika w Starej Wsi przed 1895

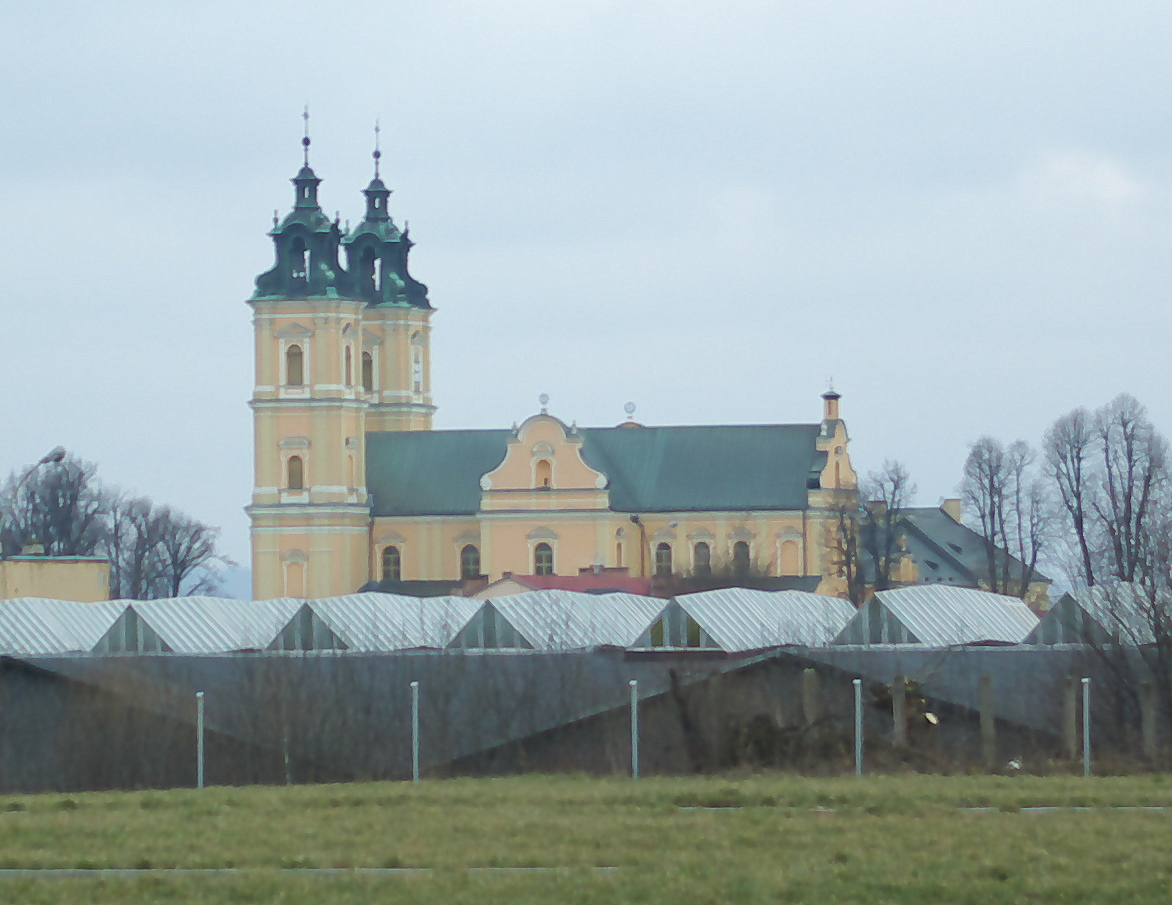
Widok na bazylikę z Brzozowa

Bazylika Wniebowzięcia Najświętszej Marii Panny – późnobarokowa świątynia w Starej Wsi.
Świątynia została wybudowana w latach 1730-1760, konsekrowana w 1760 roku przez biskupa przemyskiego Wacława Hieronima Sierakowskiego. Budowniczymi świątyni i przyległego do niej klasztoru byli ojcowie paulini. Obecnie opiekują się nią ojcowie jezuici, którzy mieli do 2016 r. w klasztorze starowiejskim swój nowicjat. W ołtarzu głównym bazyliki znajduje się kopia cudownego obrazu przedstawiająca scenę Zaśnięcia i Wniebowzięcia NMP ukoronowana 8 września 1877 roku przez arcybiskupa Lodovico Jacobiniego, nuncjusza apostolskiego w Wiedniu, późniejszego kardynała. Od 1927 kościół posiada godność bazyliki mniejszej.

## Historia
Zapiski z połowy XV wieku wspominają o parafii w Starej Wsi. W następnych latach kościół w Starej Wsi stał się filialnym dla parafii w Brzozowie i pozostawał nim aż do XIX wieku. Z kronik wiadomo, że w II połowie XVII wieku tutejszy kościół był zbudowany z drewna i posiadał w wyposażeniu trzy ołtarze. W 1698 roku wybudowano obecny kościół i prawdopodobnie do niego przeniesiono wyposażenie starszej świątyni.
Z zachowanych zapisów wiadomo, że pod koniec 1726 r. ks. Franciszek Goźliński, proboszcz brzozowski i kanonik przemyski podjął zobowiązanie przekazania 80 tysięcy złotych polskich biskupowi Aleksandrowi Fredrze na cele rozbudowy kościoła w Starej Wsi. Biskup zwrócił się do Ojca Konstantego Moszyńskiego, prowincjała Paulinów na Jasnej Górze z propozycją sprowadzenia Paulinów do Starej Wsi, gdzie za przekazane środki rozpoczęłoby budowę nowej świątyni i klasztoru. W związku z tym podpisano dwie umowy datowane na 29 stycznia 1728 roku i 22 sierpnia 1728 roku, jako fundatorzy inwestycji występują zarówno biskup Fredro jak i ksiądz Goźliński.
Pierwsi Paulini przybyli już 2 lutego 1728 roku, 20 czerwca tego roku przejęli opiekę nad kościołem. Przez trzy lata była to paulińska rezydencja, a następnie konwikt. Od tego czasu zaczęli opatrywać dokumenty pieczęcią z wizerunkiem Wniebowzięcia NMP. Konsekracja nowego kościoła miała miejsce 2 lipca 1760 roku, poświęcenia dokonał biskup przemyski Wacław Hieronim Sierakowski. Podczas uroczystości do nowej świątyni przeniesiono cudowny obraz Wniebowzięcia WNP. Według legendy cudowny obraz zaginął, skradziony i odnalazł się na drzewie, które rosło w miejscu, gdzie później budowano starowiejskie świątynie. Drewniany kościół po kilkunastu latach rozebrano, ponieważ przestał być użytkowany.
Paulini kontynuowali kult cudownego obrazu, w XVII wieku, coraz powszechniejsze były pielgrzymki wiernych, którzy przybywali oddać cześć NMP. W 1728 roku wykonano kopię cudownego obrazu. Spis inwentarza kościelnego sporządzony w 1729 roku wymienia znajdujący się w głównym ołtarzu słynący łaskami obraz Zaśnięcia i Wniebowzięcia NMP. Paulini przebywali w Starej Wsi 58 lat, w 1784 roku cesarz Józef II Habsburg swoim dekretem dokonał kasacji tutejszego konwentu. Konwent liczył wówczas 10 ojców i jednego brata zakonnego, ostatni przełożonym był zmarły 19 czerwca 1801 roku w Brzozowie o. Kalikst Janicki. Decyzją władz wydaną w dniu 5 czerwca 1786 roku własność Paulinów tj. kościół, klasztor i folwark przeszły w posiadanie Funduszu Religijnego. Przez 35 lat administratorem dóbr kościelnych był proboszcz brzozowski, który raz w miesiącu odprawiał tu mszę świętą. Biskup przemyski Antoni Gołaszewski zwrócił się w dniu 20 stycznia 1821 r. poprzez suplikę do cesarza Franciszka II z prośbą o ofiarowanie dóbr popaulińskich Jezuitom, którzy przybyli z Białorusi. Cesarz wyraził zgodę i pierwsi Jezuici przybyli do Brzozowa 28 października 1821 r. Przekazanie klasztoru nastąpiło dwa miesiące później.
Jezuici przekształcili klasztor w swoje kolegium i otworzyli w nim w 1822 roku nowicjat. W 27 lat później po zdławieniu Wiosny Ludów Jezuitom zarzucono wspieranie ruchów wyzwoleńczych. Cesarz Ferdynand I podpisał 7 maja 1848 roku dekret banicyjny zmuszający zakonników do opuszczenia granic Cesarstwa Austriackiego. Pomiędzy lipcem 1848 roku a czerwcem 1852 r. kościołem Starowiejskim ponownie zarządzało probostwo z Brzozowa. Stan taki trwał do 28 czerwca 1852 roku, gdy Cesarz anulował dekret banicyjny i Jezuici powrócili do Starej Wsi. W dniu 9 lipca 1852 roku biskup przemyski Franciszek Ksawery Wierzchleyski uzyskał zgodę proboszcza parafii w Brzozowie, ks. Antoniego Załuskiego i erygował samodzielną parafię pw. Najświętszej Maryi Panny.
W dniu 8 września 1877 roku arcybiskup i wiedeński nuncjusz papieski Lodovico Jacobini dokonał uroczystej koronacji cudownego obrazu, co upamiętniono dodatkowo marmurową tablicą opisującą przebieg wydarzenia, którą wmurowano w kościele. W 1899 roku jezuita o. Ignacy Melin połączył jubileusz 500-lecia sprowadzenia obrazu do Starej Wsi z koronacją górnej sceny obrazu.
Kolejnym wielkim wydarzeniem było święto 50-lecia koronacji cudownego obrazu, kiedy to w dniu 8 września 1927 roku rzekomo przybyło ok. 100 tysięcy wiernych, 40 tysięcy z nich przyjęło Komunię św., a ok. 2000 przystąpiło do sakramentu bierzmowania. Podczas tego święta ogłoszono publicznie decyzję papieża Piusa XI datowaną na 7 sierpnia 1927 r., która podnosiła starowiejski kościół do rangi bazyliki mniejszej.
Tragiczna chwila miała miejsce w dniu 6 grudnia 1968 roku, gdy ok. godziny 5 rano nieznany sprawca podpalił pochodzący z przełomu XV i XVI wieku cudowny obraz. Odtworzenia zniszczonego obrazu podjęła się Maria Niedzielska z Krakowa. Koronacja kopii obrazu Zaśnięcia i Wniebowzięcia NMP zwanego Matką Boską Starowiejską miała miejsce 10 września 1972 roku. Dokonał jej Prymas Polski, kardynał Stefan Wyszyński. Asystowali mu biskupi przemyscy: Ignacy Tokarczuk, Stanisław Jakiel, Tadeusz Błaszkiewicz oraz biskup opolski Wacław Wycisk.
Stara Wieś jest od wieków celem pielgrzymek. Przez stulecia do cudownego obrazu Matki Boskiej Starowiejskiej pielgrzymowali m.in.: Prymas Polski kard. August Hlond, kard. Adam hr. Sapieha, Prymas Polski kard. Józef Glemp; kardynał Franciszek Macharski oraz arcybiskupi: Eugeniusz Baziak, Adam Kozłowiecki, Jerzy Ablewicz, Bronisław Dąbrowski. 10 września 1978 odbyły się obchody 100-lecia koronacji obrazu, a uroczystościom przewodniczył ks. kardynał Karol Wojtyła, który miesiąc później został wybrany papieżem.
Odwieczną tradycją są coroczne pielgrzymki wiernych z Tyczyna koło Rzeszowa i z Humennégo na Słowacji. Słowacy pielgrzymują od ponad pięciu wieków, a tradycji tej nie przeszkodził nawet miniony ustrój.
W ołtarzu głównym bazyliki znajduje się cudowny obraz przedstawiający scenę Zaśnięcia i Wniebowzięcia NMP ukoronowany 8 września 1877 roku przez arcybiskupa Lodovico Jacobini, nuncjusza apostolskiego w Wiedniu, późniejszego kardynała. Jest to kopia, gdyż oryginał spłonął w „tajemniczych okolicznościach” w 1968 roku. Dnia 11 sierpnia 2006 roku IPN oficjalnie potwierdził spalenie obrazów przez UB i zakwalifikował to wydarzenie jako zbrodnię komunistyczną. Sprawca podpalenia pozostał nieznany.
3 lipca 1886 miał miejsce pożar w klasztorze.
W ramach kościoła starowiejskiego została założona Sodalicja Mariańska w 1892; po latach nazwiska ich zasłużonych członków zostały wymienione na tablicy pamiątkowej umieszczonej w bazylice; byli nimi: Edward Duniewicz, Michał Załuski, Jan Duklan Słonecki, Kazimierz Orpiszewski, Feliks Gniewosz, Bronisław Ujejski, Stanisław Rey, Stanisław Leszczyński, Antoni Gniewosz, Zygmunt Janowski, Władysław Rieger, Franciszek Gedel, Ignacy Podlewski, Zbigniew Trzecieski, Tadeusz Peszyński, Jan Trzecieski, Włodzimierz Dwernicki, Zenon Słonecki, Stanisław Jędrzejowicz, August Gorayski, Zdzisław Stoiński.

## Filmy dokumentalne
- 2010: Stara Wieś – jezuicka perła Podkarpacia (scenariusz: Alicja Wosik, reżyseria: Alicja Wosik i Jacek Szarek)[8]

## Galeria

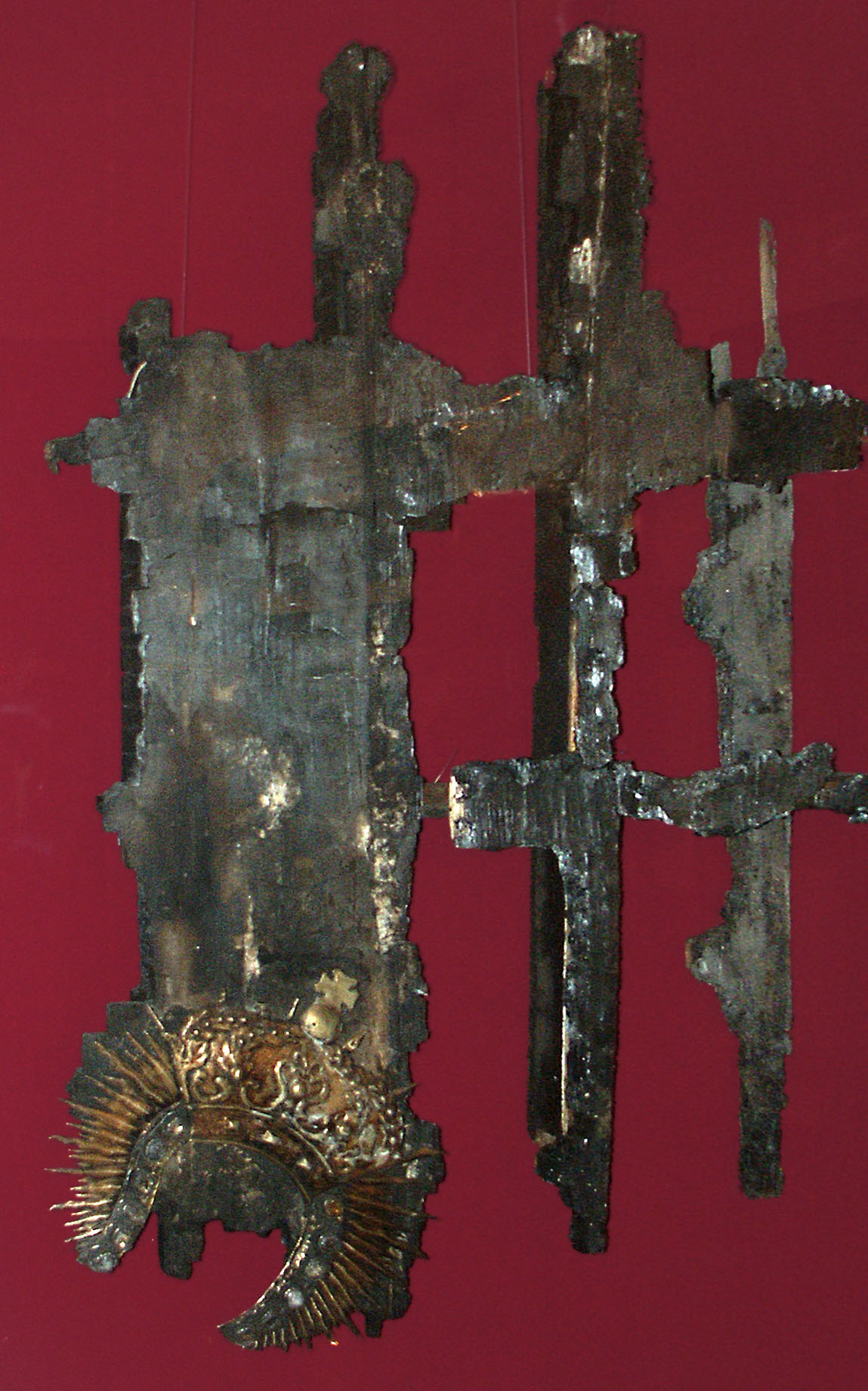
Szczątki obrazu Matki Bożej Starowiejskiej
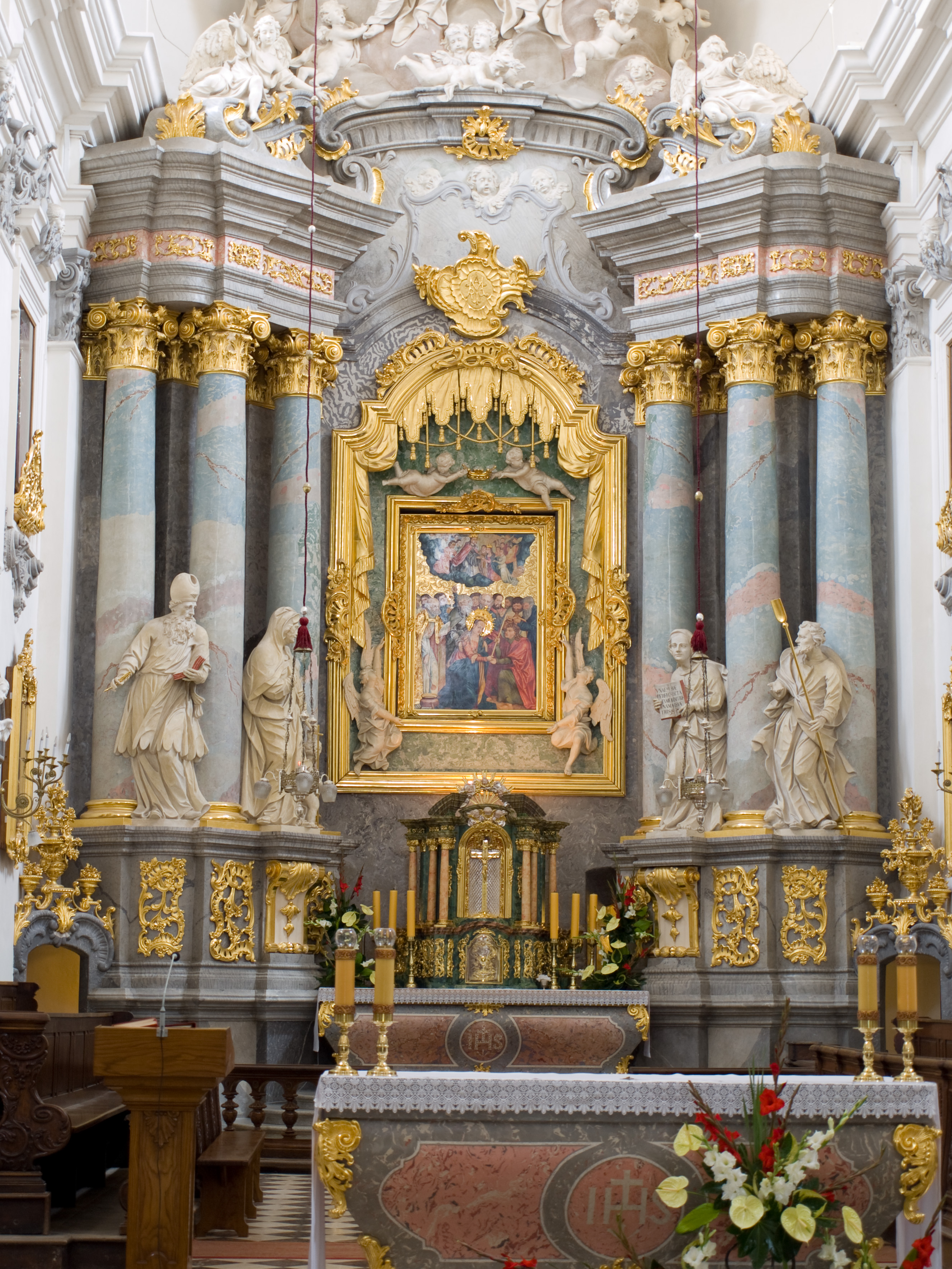
Ołtarz główny z obrazem Matki Bożej
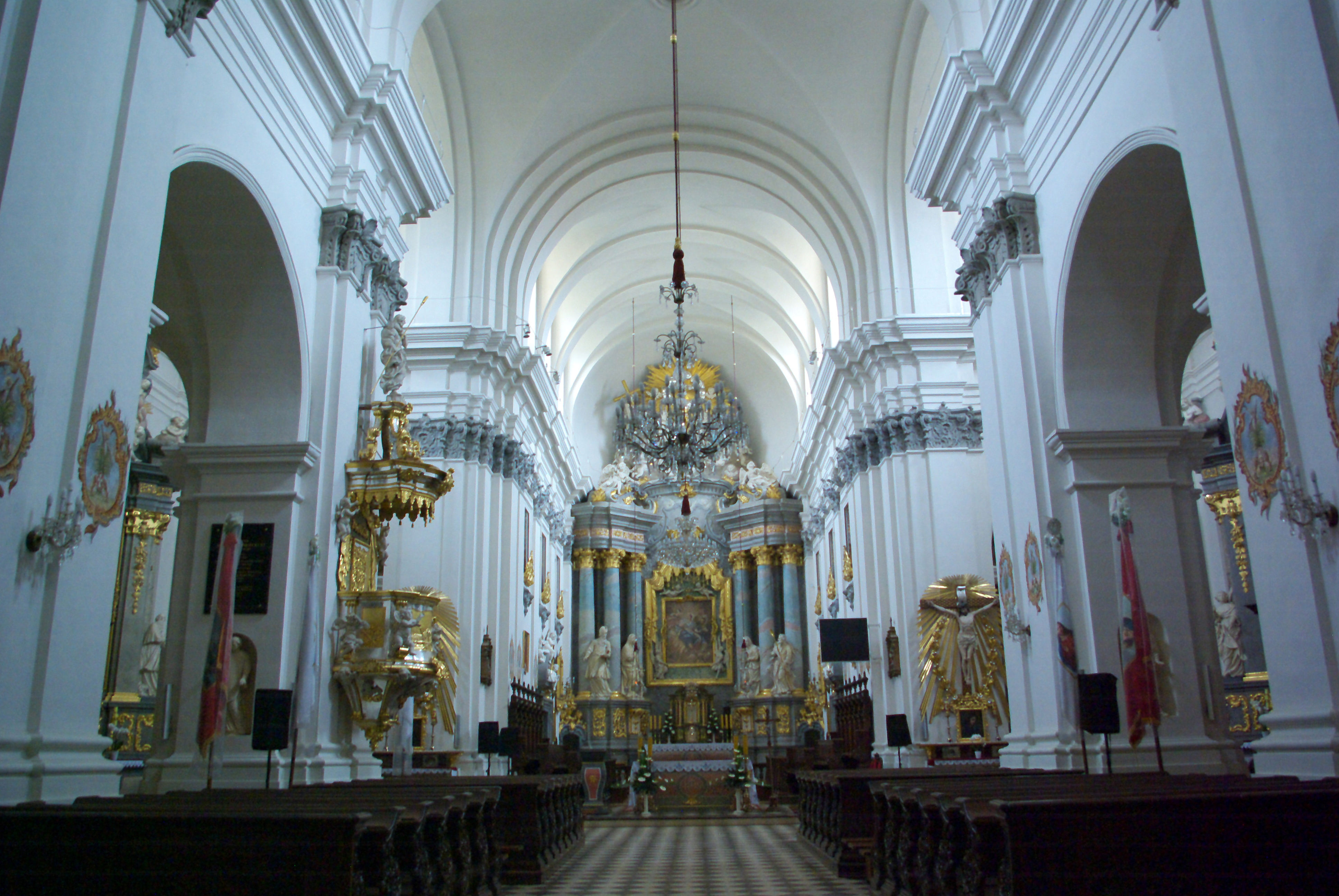
Wnętrze bazyliki
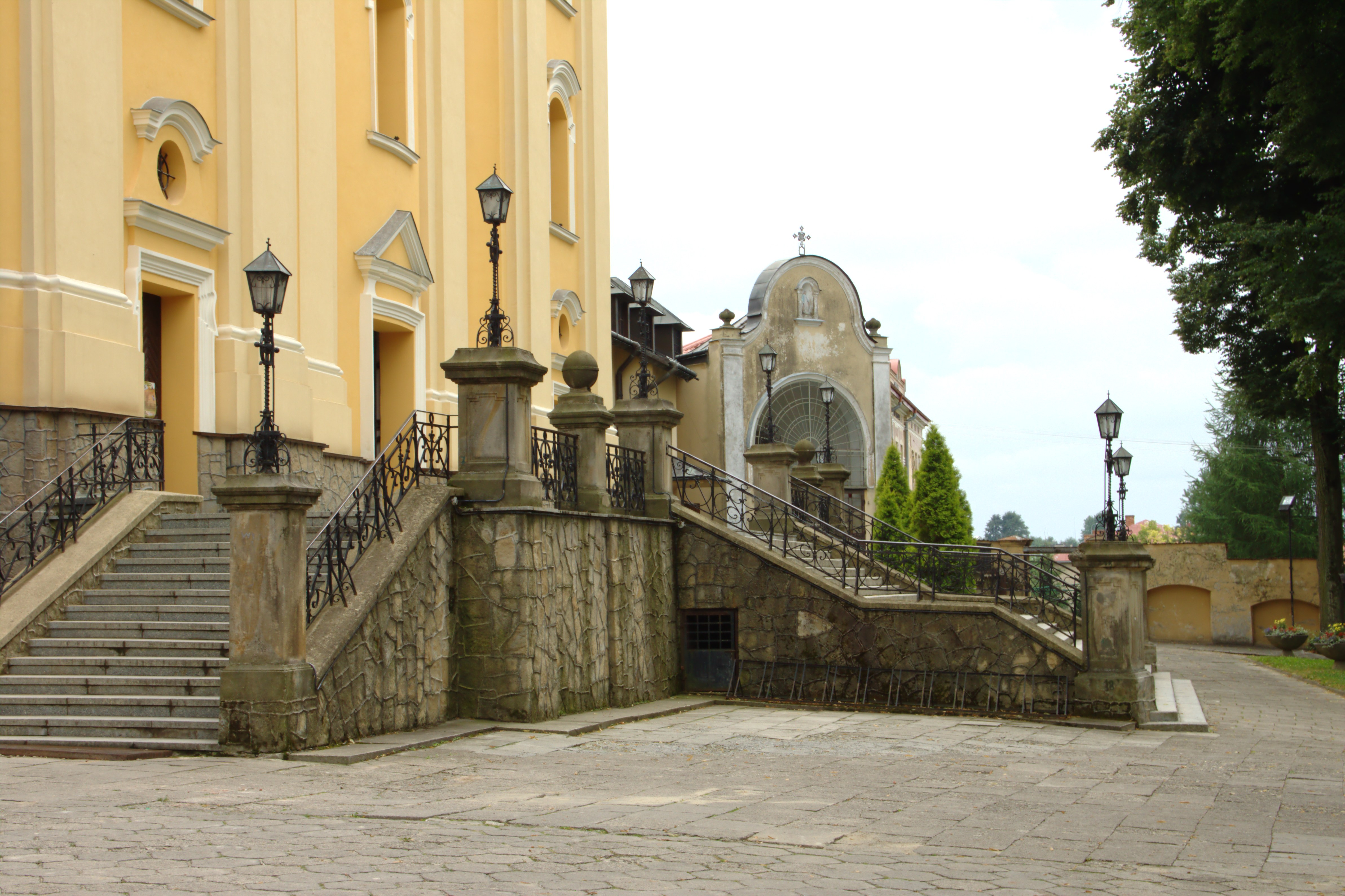
Wejście do bazyliki
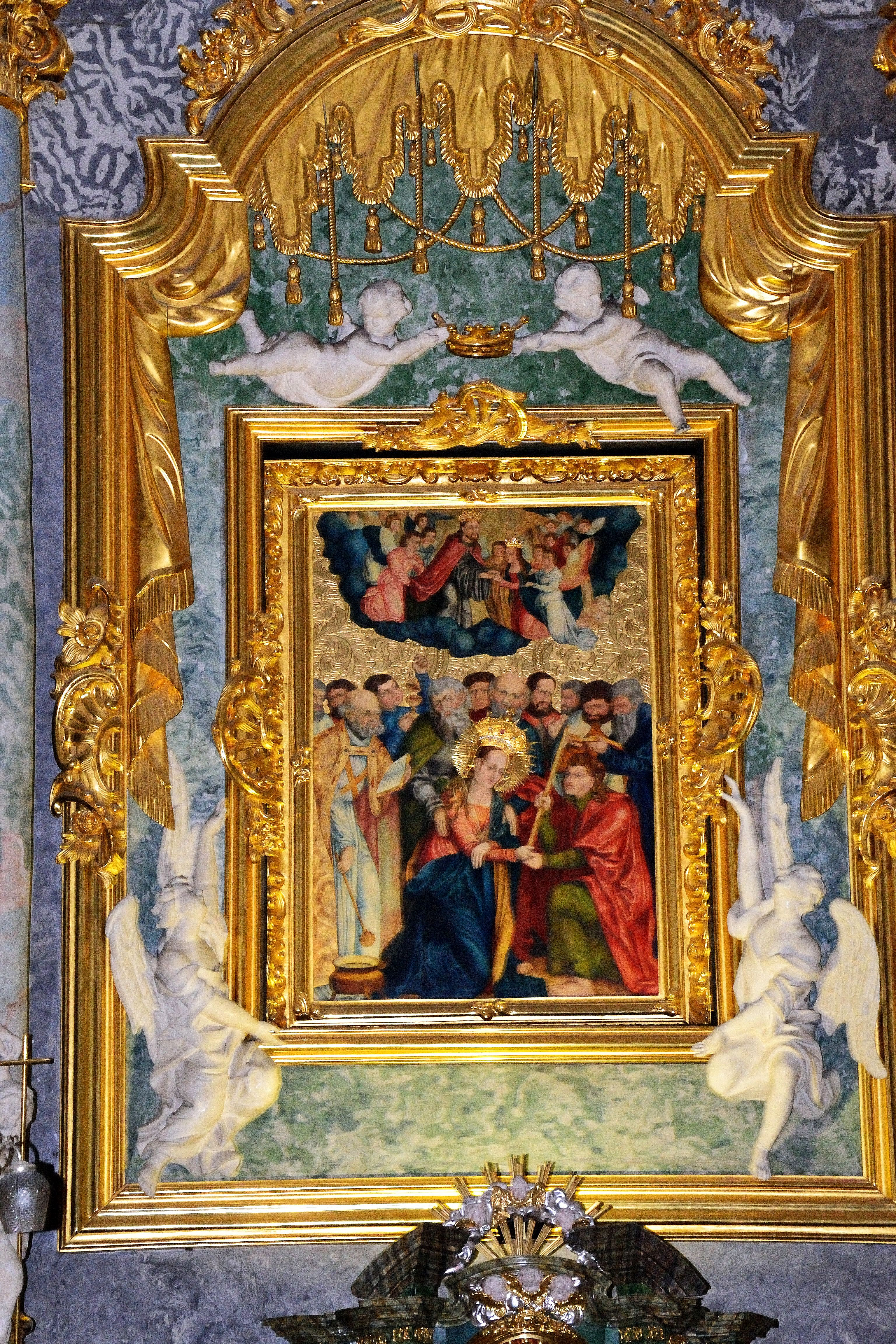
Obraz Zaśnięcia i Wniebowzięcia NMP w bazylice w Starej Wsi